# Evie Dominikovic
Evie Dominikovic (* 29. Mai 1980 in Sydney) ist eine ehemalige australische Tennisspielerin jugoslawischer Abstammung. Sie gewann bis auf das WTA-Turnier in Bali ausschließlich ITF-Turniere in Australien und der Schweiz. Der letzte Turniersieg gelang ihr im Jahre 2004.

## Karriere
Ihr letzter Coach war Adrian Montesinos. Früher wurde sie von Chris Kachel gecoacht. Sie wuchs mit einem älteren Bruder namens Chris und einer jüngeren Schwestern namens Daniella auf. Daniella Jeflea ist ebenfalls eine Tennisspielerin auf ITF-Niveau, die zweithöchste Kategorie im Tennis. Ihr Vater Ivan ist Metzger, ihre Mutter Anna Köchin.
Im Jahr 1997 absolvierte sie ihr WTA-Tour- und Grand-Slam-Debüt mit einer Wildcard bei den Australian Open. 1998 gewann sie an der Seite von Alicia Molik das Doppel der Juniorinnen bei den Australian Open. Ihr bestes Ergebnis bei Grand-Slam-Turnieren im Einzel war das Erreichen jeweils der 3. Runde bei den Australian Open 2001 und 2003 sowie den French Open 2002. Ihr bestes Grand-Slam-Ergebnis im Doppel erzielte sie an der Seite Marissa Irvins mit dem Erreichen des Achtelfinals der US Open 2001.
2001 bis 2005 trat sie in sieben Begegnungen für die australische Fed-Cup-Mannschaft an, wo sie eine Gesamtbilanz von fünf Siegen und vier Niederlagen vorzuweisen hat.

## Erfolge

### Doppel

#### Turniersiege
| Nr. | Datum              | Turnier | Kategorie    | Belag     | Partnerin           | Finalgegnerinnen         | Ergebnis       |
| --- | ------------------ | ------- | ------------ | --------- | ------------------- | ------------------------ | -------------- |
| 1.  | 30. September 2001 | Bali    | WTA Tier III | Hartplatz | Tamarine Tanasugarn | Janet Lee Wynne Prakusya | 6:74, 6:2, 6:3 |

## Abschneiden bei Grand-Slam-Turnieren

### Einzel
| Turnier         | 1997 | 1998 | 1999 | 2000 | 2001 | 2002 | 2003 | 2004 | 2005 | 2006 | 2007 | Karriere |
| --------------- | ---- | ---- | ---- | ---- | ---- | ---- | ---- | ---- | ---- | ---- | ---- | -------- |
| Australian Open | 1    | 1    | 1    | 1    | 3    | 1    | 3    | 2    | 2    | —    | Q2   | 3        |
| French Open     | —    | —    | —    | —    | 1    | 3    | 2    | —    | 1    | —    | —    | 3        |
| Wimbledon       | —    | —    | —    | —    | 1    | 1    | 1    | Q2   | 1    | —    | —    | 1        |
| US Open         | —    | —    | —    | —    | 2    | —    | Q1   | Q2   | Q1   | —    | —    | 2        |

Zeichenerklärung: S = Turniersieg; F, HF, VF, AF = Einzug ins Finale / Halbfinale / Viertelfinale / Achtelfinale; 1, 2, 3 = Ausscheiden in der 1. / 2. / 3. Hauptrunde; Q1, Q2, Q3 = Ausscheiden in der 1. / 2. / 3. Runde der Qualifikation; n. a. = nicht ausgetragen

### Doppel
| Turnier         | 1998 | 1999 | 2000 | 2001 | 2002 | 2003 | 2004 | 2005 | 2006 | 2007 | Karriere |
| --------------- | ---- | ---- | ---- | ---- | ---- | ---- | ---- | ---- | ---- | ---- | -------- |
| Australian Open | 1    | 1    | 1    | 2    | 1    | 1    | 1    | 1    | —    | 1    | 2        |
| French Open     | —    | —    | —    | 1    | 2    | 2    | —    | —    | —    | —    | 2        |
| Wimbledon       | —    | —    | —    | —    | 2    | 1    | 2    | 2    | —    | —    | 2        |
| US Open         | —    | —    | —    | AF   | 1    | 1    | —    | —    | —    | —    | AF       |

### Mixed
| Turnier         | 2002 | 2003 | 2004 | 2005 | Karriere |
| --------------- | ---- | ---- | ---- | ---- | -------- |
| Australian Open | AF   | AF   | —    | 1    | AF       |
| French Open     | —    | —    | —    | —    | —        |
| Wimbledon       | 2    | —    | —    | —    | 2        |
| US Open         | —    | —    | —    | —    | —        |